# Oskar Öflund
Oskar Alexander Öflund, född 12 maj 1876 i Helsingfors, död där 28 februari 1947, var en finländsk industriman. 
Öflund grundade 1902 tillsammans med en kompanjon Öflund & Petterssons bok- och stentryckeri, som 1918 fusionerades med ett annat företag i branschen, Ab F. Tilgmann. Han var efter fusionen verkställande direktör för firman Tilgmann fram till 1936, då han blev ordförande i dess styrelse. Öflund grundade 1944 Oskar Öflunds stiftelse, som sedan 1946 utdelar stipendier och understöd bland annat till vetenskaplig och kulturell verksamhet. Han erhöll ekonomieråds titel 1935.